# Stepan Stepanowitsch Awramenko
Stepan Stepanowitsch Awramenko (russisch Степа́н Степа́нович Авра́менко; * 13. Dezember 1918 in Schamrajewka, Rajon Skwirski, Oblast Kiew; † 7. September 2010 in Moskau) war ein sowjetischer Politiker der Kommunistischen Partei der Sowjetunion (KPdSU), der unter anderem zwischen 1964 und 1985 Erster Sekretär des Parteikomitees der Oblast Amur war.

## Leben
Stepan Stepanowitsch Awramenko absolvierte zwischen 1933 und 1935 ein Studium an der Veterinärfachschule beziehungsweise von 1935 bis 1941 am Agrarwissenschaftlichen Institut in Belaja Zerkow, der heutigen Nationalen Agraruniversität Bila Zerkwa. Danach war er zwischen 1941 und 1949 nacheinander Tierarzt und leitender Tierarzt in Barabinsk sowie Leiter der Landwirtschaftsabteilung des in der Oblast Nowosibirsk gelegenen Rajon Barabinsk sowie stellvertretender Vorsitzender des Exekutivkomitees des Rates dieses Rajon. Im Anschluss fungierte er von 1949 bis 1955 als Vorsitzender des Exekutivkomitees des Rates des Rajon Barabinsk und wurde 1950 auch Mitglied der Kommunistischen Partei der Sowjetunion (KPdSU). Nachdem er zwischen 1955 und 1959 Erster Sekretär des Parteikomitees der Stadt Barabinsk war, fungierte er als Nachfolger von Nikolai Iwanowitsch Schukowski von April 1959 bis zu seiner Ablösung durch Alexej Iljitsch Swerew im Mai 1964 als Vorsitzender des Exekutivkomitees des Rates der Oblast Nowosibirsk.
Am 9. April 1964 übernahm Awramenko von Pjotr Iwanowitsch Morosow den Posten als Erster Sekretär des Parteikomitees der Oblast Amur und bekleidete diesen mehr als 21 Jahre bis zu seiner Ablösung durch Leonid Wassiljewitsch Scharin am 29. Juni 1985. Er wurde auf dem XXIII. Parteitag der KPdSU (29. März bis 8. April 1966) zunächst Kandidat des Zentralkomitees der KPdSU sowie auf dem darauf folgenden XXIV. Parteitag der KPdSU (30. März bis 9. April 1971) Mitglied des ZK der KPdSU und gehörte diesem Führungsgremium der Partei bis zum XXVII. Parteitag der KPdSU (25. Februar bis 6. März 1986) an. 1971 wurde er ferner Deputierter des Obersten Sowjet der UdSSR, dem er in der XXIV. , XXV.  sowie XXVI. Legislaturperiode bis Juni 1985 angehörte.
Für seine Verdienste in der Sowjetunion wurde Stepan Awramenko mehrmals ausgezeichnet und erhielt unter anderem zwei Mal den Leninorden (1968, 1975), den Orden der Oktoberrevolution (1971), drei Mal den Orden des Roten Banners der Arbeit (1966, 1971, 1985), den Orden der Völkerfreundschaft (1978) sowie die Medaille „Für heldenmütige Arbeit“.